# Pösysensaari
Pösysensaari är en ö i Finland. Den ligger i sjön Iijärvi och i kommunen Paldamo i den ekonomiska regionen  Kajana ekonomiska region  och landskapet Kajanaland, i den centrala delen av landet, 500 km norr om huvudstaden Helsingfors. Öns area är 0,5 hektar och dess största längd är 110 meter i öst-västlig riktning.